# Petr Liška
Petr Liška (* 16. března 1970 Litoměřice) je český politik, od října 2021 poslanec Poslanecké sněmovny PČR. Vzděláním je projektant pozemních staveb, od roku 2002 je starostou obce Malé Žernoseky na Litoměřicku. Je členem hnutí STAN.

## Život
Vystudoval obor pozemní stavitelství na Vojenské akademii v Brně (získal titul Ing.). Po ukončení vysoké školy nastoupil do Armády ČR na Vojenskou ubytovací a stavební správu v Litoměřicích, kde podstatnou část jeho pracovní náplně tvořila majetkoprávní oblast správy majetku. V roce 1998 ukončil služební a pracovní poměr v Armádě ČR a začal se živit jako projektant pozemních staveb. Práci projektanta přerušil v roce 2003, když se stal uvolněným starostou.
Je zakládajícím členem několika občanských sdružení včetně Místní akční skupiny České Středohoří (do konce roku 2009 byl předsedou MAS a předsedou krajského sdružení MAS Ústeckého kraje). Angažuje se také jako člen a místopředseda Mikroregionu Porta Bohemica. Od roku 2007 je jednatelem a společníkem s vkladem ve firmě EKOPORTA Bohemica, která provozuje kompostárnu na zpracování bioodpadů (první kompostárna tohoto typu v okrese Litoměřice). Od roku 2015 je pak ještě jednatelem společnosti MTS – Maložernosecké technické služby.
Petr Liška žije v obci Malé Žernoseky na Litoměřicku. Je ženatý a má dvě děti.

## Politické působení
Od roku 2010 je členem STAN. V hnutí působí jako předseda Krajského výboru STAN v Ústeckém kraji a člen Celostátního výboru.
Do komunální politiky vstoupil, když byl jako nezávislý zvolen za sdružení nezávislých kandidátů v komunálních volbách v roce 1994 zastupitelem obce Malé Žernoseky. Mandát pak obhájil ve volbách v roce 1998 (nestraník za ČSSD), 2002 (lídr kandidátky, nezávislý za sdružení nezávislých kandidátů „Za perspektivní rozvoj a prosperitu obce“), 2006 (lídr kandidátky, nezávislý za sdružení nezávislých kandidátů „Za perspektivní rozvoj a prosperitu obce“), 2010 (lídr kandidátky, nestraník za STAN na kandidátce subjektu „Za perspektivní rozvoj a prosperitu obce“), 2014 (lídr kandidátky, člen STAN na kandidátce „Za perspektivní rozvoj a prosperitu obce“), 2018 (lídr kandidátky, člen STAN na kandidátce „Za perspektivní rozvoj a prosperitu obce“) a 2022 (lídr kandidátky, člen STAN na kandidátce „ZA PERSPEKTIVNÍ ROZVOJ A PROSPERITU OBCE“). Starostou obce byl zvolen poprvé v březnu 2002 a následně pak po volbách v letech 2002, 2006, 2010, 2014, 2018 a 2022. Zpočátku byl neuvolněným starostou, poté byl v letech 2003 až 2022 uvolněným starostou. Od roku 2022 působí znovu jako neuvolněný starosta obce.
V krajských volbách v roce 2008 kandidoval jako nestraník za hnutí Severočeši.cz do Zastupitelstva Ústeckého kraje, ale neuspěl. Ve volbách v roce 2012 byl jako člen STAN dvojkou na kandidátce „TOP 09 a Starostů pro Ústecký kraj“, ale rovněž neuspěl. V krajských volbách v roce 2016 byl lídrem společné kandidátky STAN a SNK ED v Ústeckém kraji, ale neuspěl a do zastupitelstva se nedostal.
V letech 2010 a 2013 také kandidoval za TOP 09 a STAN do Poslanecké sněmovny PČR v Ústeckém kraji, ale ani jednou neuspěl (ve druhém případě se stal v pořadí prvním náhradníkem). Ve volbách do Poslanecké sněmovny PČR v roce 2021 kandidoval jako člen hnutí STAN na 3. místě kandidátky koalice Piráti a Starostové v Ústeckém kraji a byl zvolen poslancem.
V krajských volbách v roce 2024 kandiduje jako člen a nominant hnutí STAN za koalici „Starostové pro Ústecký kraj“ (tj. hnutí STAN a PRO Zdraví) do Zastupitelstva Ústeckého kraje.
Ve volbách do Senátu PČR v roce 2024 kandidoval za hnutí STAN v obvodu č. 29 – Litoměřice. Se ziskem 13,75 % hlasů skončil na 3. místě, a senátorem se tak nestal.
Ve volbách do Poslanecké sněmovny PČR v roce 2025 kandiduje na 2. místě kandidátky hnutí STAN v Ústeckém kraji.